# Elies de Carax
Elies de Carax, en llatí Elias, en grec antic Ἠλίας, fou el suposat autor d'un tractat de versificació en grec existent a la Biblioteca Marciana a Venècia i que va signat per Helias monjo de Charax. De la seva personalitat res és conegut. Villoison diu que l'obra ha estat indegudament atribuïda a Plutarc.